# Heidkate

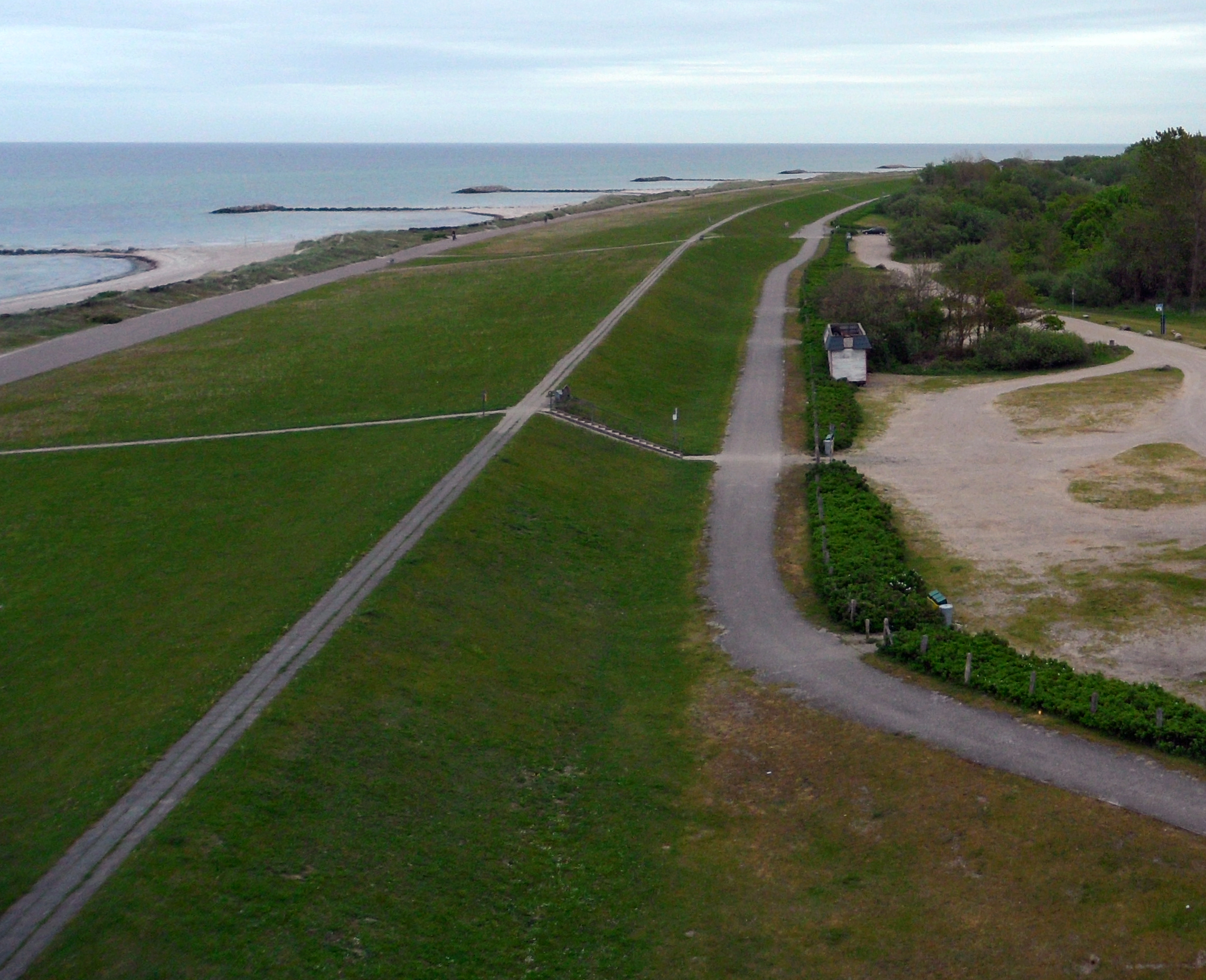
Parkplatz und Strand mit Steinmolen vom Leuchtfeuer Heidkate

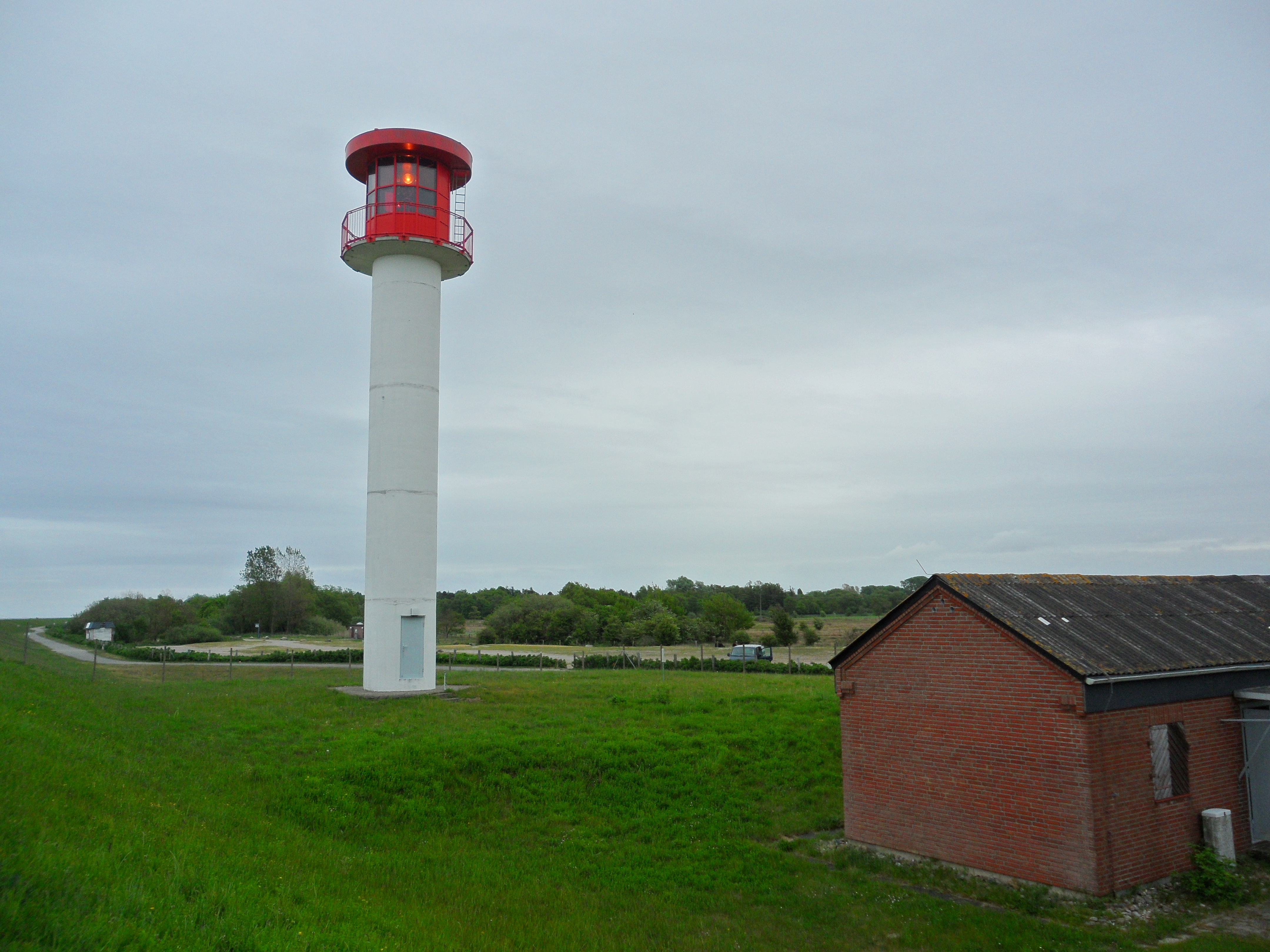
Leuchtfeuer Heidkate

Heidkate ist ein Naherholungsgebiet im nördlichsten Teil der Probstei an der Ostsee. Es besteht aus dem großflächigen Campingplatz Heidkoppel und vornehmlich im angrenzenden Wald gelegenen Wochenendhäusern. Heidkate gehört zur Gemeinde Wisch bei Schönberg im Kreis Plön, Schleswig-Holstein. 

## Entwicklung
Die Heidkate, die dem Gebiet ihren Namen gegeben hat, ist ein altes Bauernhaus, von dem seit Jahrhunderten die landwirtschaftliche Nutzung der Kolberger Heide, dem nördlichsten Zipfel der Probstei, ausging.
Während des Zweiten Weltkrieges war das Gebiet um die Heidkate ein Teil des Reichskriegshafens Kiel, von dem aus Luftabwehrbatterien Kiel und seine kriegswichtigen Schiffswerften schützen sollten. Bis in die 1970er Jahre 'zierten' die gesprengten Bunkeranlagen der Geschützstellungen den Deich in Richtung Wendtorfer Schleuse. Der Grenzstein, der das Ende des Hafengebietes markierte, ist noch heute vor der Gaststätte Deichterrassen auf dem neuen Ostseedeich zu finden.
Kurze Zeit nach dem Krieg, ab 1946, wurde Heidkate vornehmlich von Kieler Bürgern als Badestrand und Zeltplatz entdeckt. Die Grundstücke dazu wurden damals noch, wie in der Probstei üblich, durch Handschlag von der Großbauernfamilie Stoltenberg, in deren Eigentum der Grund und Boden um die Heidkate seit Jahrhunderten steht, in Erbpacht auf 99 Jahre übergeben.
Der Badestrand wird seit 1970 in der Verantwortung der Gemeinde Wisch betrieben, die für gesichertes Baden, gute Strandverhältnisse sowie für einen Parkplatz hinter dem Deich direkt am Leuchtfeuer Heidkate, sorgt. Der Strand wird vielfach von Wind- und Kitesurfern frequentiert, da er ungebremsten Westwinden ausgesetzt ist. Im Zuge der Deicherhöhung zwischen Wendtorf und Stakendorf in den Jahren 1981 bis 1988 wurden große T-förmige Steinmolen angelegt, wodurch eine Versandung des bis dahin in diesem Bereich recht steinigen Ostseestrandes eingeleitet wurde.
Mit dem Deichbau und dem erforderlichen Schwerlastverkehr wurde Heidkate zusätzlich durch die Kreisstraße (K 33) mit der Bundesstraße 502 (Krokauer Mühle) verbunden. Durch neue Natur- und Landschaftsschutzgesetze wurde der Campingplatz reglementiert und der Natur in und um Heidkate die Möglichkeit eingeräumt, sich in den Wintermonaten angemessen zu erholen.

## Geschichte
Archäologische Funde belegen, dass das Gebiet der heutigen Probstei schon in der Steinzeit von so genannten Nordmännern besiedelt war. Ihnen folgten Germanenstämme, vornehmlich zu den Sachsen gehörig, die um 500 n. Chr. von den im Zuge der Völkerwanderung aus Osteuropa vordringenden Slaven vertrieben wurden. Diese als Wagrier oder Wenden bezeichneten Eindringlinge wurden im Auftrag des Sachsenherzogs Lothar von Supplinburg ab 1110 von Adolf III. von Schauenburg zurückgedrängt und verjagt. Er wurde dafür zum Grafen von Holstein ernannt.
Im Zuge dänischer Expansionsbemühungen musste Adolf III. im Jahre 1203 Holstein aufgeben. Die südliche Ostseeküste bis hinauf nach Estland wurde von Woldemar II. für Dänemark erobert. Er nannte sich kurzzeitig König der Dänen und der Slaven. Woldemar II. belehnte einen Verwandten, den Grafen Albrecht von Orlamünde, mit dem eroberten Gebiet. Dieser wiederum belehnte einen Getreuen, den Dienstmann Marquardt von Steenwehr, 1216 mit dem „Wald und der Wiese zwischen Carzniz und Suarepouc“ (Carzniz ist die Hagener Au, Suarepouc später Swartepuc ist wohl die Köhner Mühlenau). Die Grenzen der späteren Probstei sind also im Westen und Osten durch die beiden Auen genau bezeichnet; im Norden war die Ostsee die natürliche Grenze.
Marquardts erste Aufgabe war es, Siedler ins Land zu holen, so genannte Kolonisten. Er selbst legte sein Gehöft auf einer Anhöhe in den Salzwiesen an, und so ist die heute noch bestehende Hufe von Fernwisch – etwa einen Kilometer südlich von Heidkate – möglicherweise der Ausgangspunkt für die Besiedelung der Probstei.
Die Dänenherrschaft dauerte nicht lange. 1225 schlug Adolf IV. von Schauenburg und Holstein zunächst den Grafen von Orlamünde, 1227 auch den Dänenkönig Waldemar II. (in der Schlacht bei Bornhöved) zurück und stellte so die Herrschaft seiner Familie über Holstein wieder her. Auch die übrige Ostseeküste kam wieder in deutsche Hand.
Das Lehen des Marquardt von Steenwehr schenkte Adolf IV. dem Benediktiner Nonnenkloster in Preetz. Es wurde so zur Klösterlich Preetzer Probstei. Das Kloster Preetz betraute mit der weiteren Besiedlung nicht, wie damals üblich, Adelshöfe, sondern überließ seinen Grundbesitz freien, abgabefähigen Bauern, die ihr Schicksal im Wesentlichen selbst bestimmen konnten, und die es über die Jahrhunderte hinweg bis heute zu Ansehen und Wohlstand brachten.
Dorfchronik
(Die Daten, die mit einem Stern bezeichnet sind, sind der Familienchronik zu Fernwisch entnommen.)
1216
belehnte Graf Albert von Orlamünde den Edelmann Marquardt von Steenwehr mit der „Salzenwiese und dem anliegenden Walde“. – Gründung von Altwisch.
1226
entzog Graf Adolf IV. Marquardt das Lehen und schenkte es dem Kloster Preetz.
1286
zählte das Kirchspiel Schönberg acht klösterliche Dörfer: Fiefbergen, Krokau, Schönberg, Krummbek, Osterwisch, Höhndorf,
Stakendorf und Gödersdorf. Das letzte Dorf wurde vom Kloster 1281 gekauft, während die sieben erstgenannten Ortschaften dem Propsten Friedrich ihre Entstehung verdanken. Barsbek war noch in Händen von Edelleuten. Ratjendorf wurde 1418 und Bendfeld erst 1421 vom Kloster erworben. Doch gehörten die beiden letzten Dörfer noch bis zum Jahre 1870 nach Giekau zur Kirche.
1555
starb Peter Stoltenberg von Fernwisch, Prediger in Schönberg. Er soll Luthers Lehre hier zuerst verkündigt haben. Wenn dies richtig überliefert ist, so wurde die Reformation hier sehr früh eingeführt und es ist dann anzunehmen, dass Stoltenberg seine Ausbildung in Wittenberg empfing. Pastor Schmidt schreibt dazu: „Auf dem ältesten Kirchenbuch steht, verzeichnet von der Hand des seligen Pastor Chemnitz daß Peter Stoltenberg, der erste lutherische Hauptprediger in Schönberg, 1555 gestorben ist“.
1625*
ist die Heide vergangen.
Diese Bemerkung sagt nicht viel, sagt aber doch so viel, dass die Kolberger Heide früher bedeutend größer gewesen ist. Fischer behaupteten sogar, ehemalige Gräben noch im Meer erkennen zu können. Die Gräben haben sich selbstverständlich mit Sand gefüllt.
1627*
ist der Kaiser ins Land gekommen.
Diese Bemerkung bezieht sich wohl auf die Kaiserlichen. Sie drangen 1627 in Holstein ein. Im September dieses Jahres erstürmte Wallenstein die Breitenburg. Die Probstei ist nach klösterlichen Urkunden keineswegs vom Dreißigjährigen Krieg verschont geblieben. Im naheliegenden Barsbek wurde beispielsweise eine ausgebaute Hufe, das ’Rönner Lag, verwüstet. Eine Frau aus Laboe floh vor den Kaiserlichen nach Schallikendorf (bei Stakendorf). Der Krieg brachte auch die Pest, welche noch 1635 in Lutterbek herrschte.
1644
zur Zeit des Dreißigjährigen Krieges fand auf der Kolberger Heide eine Seeschlacht statt. Der dänische König Christian IV. schlug hier die schwedische Flotte, die an Schiffszahl der dänischen weit überlegen war. Dem 67-jährigen König, der persönlich den Oberbefehl führte, wurde durch einen Holzsplitter das rechte Auge ausgerissen. Im Probsteier Land geht die Sage, dass die Schweden in der Gefechtsnot die Kriegskasse über Bord warfen. Nach der Überlieferung soll sogar ein Besitzer von Fernwisch den Versuch gemacht haben, diesen Schatz dem Meere zu entziehen.
1711
Pest in Laboe. Das Dorf wurde durch Soldaten abgesperrt. Es starben 13 Personen, wovon 9 während der Sperre auf einem Hügel am Hafen begraben wurden, der davon den Namen „Grunensbarg“ (Berg des Grauens) führt.
1821*
haben die Wischler ihren Deich gemacht.
1872
am 13. November war die große Sturmflut. Unser Dorf wurde arg mitgenommen. Man fuhr – es war an einem Mittwoch – mit Kähnen im Orte, die von Stoltenberg und Fahren herübergebracht waren. Auf Fernwisch ertranken 80 Schafe und 47 Rinder. Da der Barsbeker Deich brach, ging das Vieh mit dem Strom nach dem Dänischen Wohld. Auch die Fische aus unsern süßen Gewässern trieben tot dort an. Die Bewohner der Heidkate, Hans Göttsch und Esther, flüchteten sich mit ihrer Habe auf den Boden des Hauses und standen in nicht geringer Lebensgefahr. Die Tafeln der Wände waren vom Wasser ausgeschlagen, und die Wogen peitschten durchs Haus.
Kalifornien wurde schon gegen 11 Uhr vormittags weggespült. Die Bewohner retteten sich nach dem Holm. Das Fachwerk des zerstörten Hauses setzte sich auf einem Felde der Wischler Gemarkung fest. Es wimmelte förmlich von Ratten und Mäusen, die darauf eine Zuflucht gefunden.
Dem Ackerbau schadete diese Flut nicht, da das Wasser sehr rasch wieder verschwand. Das Korn wuchs im Sommer darauf sogar sehr üppig. Ein mäßiger Salzgehalt schadet dem Boden nicht. Erfahrene Landleute meinen überdies, dass diese Flut fetten Nordseeschlick zurückgelassen. Da der Wind zunächst stark aus West wehte, so hat diese Ansicht allerdings viel für sich.
1880–1882
wurde der Deich erbaut. Er ist gegen 12 km lang und hat reichlich 335000 Mark gekostet. In dieser Zeit verschwand der Verwellenberg, indem man die Erde zum Deichbau verwendete. Nunmehr deckt ein teichartiges Gewässer, das Verwellenloch genannt, die sagenreiche Stätte.